# Allobaccha binghami
Allobaccha binghami är en tvåvingeart som beskrevs av Ghorpade 1994. Allobaccha binghami ingår i släktet Allobaccha och familjen blomflugor.
Artens utbredningsområde är Sikkim. Inga underarter finns listade i Catalogue of Life.